# С Русия в сърцето
„С Русия в сърцето“ (на турски: Kurt Seyit ve Şura) е турски исторически драматичен сериал, заснет по мотиви от романа на Нермин Безмен „С Русия в сърцето“ и проследява една любовна история на фона на най-драматичните събития от началото на 20 век – Първата световна война, Октомврийската революция, Гражданската война в Русия, и идването на Ататюрк на власт в Турция. 

## Излъчване
| Сезон | Сезон | Епизоди | Начало на сезона  | Край на сезона  | Всички епизоди | ТВ сезон | ТВ канал |
| ----- | ----- | ------- | ----------------- | --------------- | -------------- | -------- | -------- |
|       | 1     | 13      | 4 март 2014       | 10 юни 2014     | 1 – 13         | 2014     | Star TV  |
|       | 2     | 8       | 23 септември 2014 | 20 ноември 2014 | 14 – 21        | 2014     | Star TV  |

## Излъчване в България
| Сезон | Сезон | Епизоди | Начало на сезона | Край на сезона | Всички епизоди | ТВ сезон | ТВ канал |
| ----- | ----- | ------- | ---------------- | -------------- | -------------- | -------- | -------- |
|       | 1 – 2 | 24      | 3 юни 2015 г.    | 6 юли 2015 г.  | 1 – 24         | 2015 г.  | bTV      |

## Сюжет
Курт Сеит Еминоф е първородният син в семейството на кримски татари. Баща му е мирза – висша аристократична титла у някои тюркски народи, еквивалент на граф. Мирза Еминоф е богат земевладелец и офицер от личната гвардия на руския император. Курт Сеит обожава баща си и още от дете мечтае да стане офицер като него. Сеит завършва военно училище в Санкт-Петербург и получава офицерско звание. Млад и горещ, той се впуска в безброй любовни авантюри, докато на един бал не среща Александра Верженская (Шура), съвсем младо момиче от знатен дворянски род.
Александра отговаря на Курт Сеит с искреността и силата на първата любов. Нежните трепети се разгарят в страстен пожар, който нито раздялата, нито ужасите на войната успяват да потушат.
Сеит е сериозно ранен на фронта и дълго време в неизвестност. Открива го верният му приятел Джелил и заедно се връщат в Петроград, където вече всичко ври и кипи в очакване на революцията. Сеит е вписан в черния списък на болшевиките, животът му е в опасност, и той се отправя към Крим, към родния дом. Шура тръгва с него.
Бащата на Сеит не приема руската девойка за снаха, а и болшевишката опасност ги дебне дори далеч от Петроград. Двамата влюбени пресичат с лодка Черно море и търсят спасение в Турция.
Любовта и войната поставят героите на изпитания и тях ги очакват безброй премеждия.

## Актьорски състав
- Къванч Татлъту – Курт Сеит Еминоф
- Фарах Зейнеб Абдулах – Александра Верженская „Шура“
- Фахрие Евджен – Мюрвет „Мурка“
- Ушан Чакър – Джелил Камилоф
- Биркан Сокулу – Петро Борински
- Седа Гювен – Валентина Верженская
- Аслъ Орчан – Барсонела Лола
- Демет Йоздемир – Алина Соколова „Алия“
- Елчин Сангу – Гюзиде
- Мелиса Аслъ Памук – Айше
- Седар Гьокан – Мирза Еминоф
- Шефика Толун – Захиде Еминоф
- Орал Йозер – Махмут Еминоф
- Баръш Алпайкут – Осман Еминоф
- Зерин Текиндор – Неримин Безмен/Емине
- Толга Савачъ – Ахмет Яхия
- Ева Дедова – Татяна Чупилкина „Татя“
- Джем Бендер – Лейтенант Били
- Атай Гергин – Жулиен Верженскй
- Тууче Карабаджак – Нина Верженская
- Сюмейра Коч – Хава Еминофа
- Догу Алпан – Владимир
- Саджиде Ташанер – Бинназ
- Зерин Нишанджъ – Мария
- Осман Алкаш – Али
- Селчук Сазак – Андрей Борински
- Чалар Ертурул – Юсуф

## В България
В България сериалът започва на 3 юни 2015 г. по bTV и завършва на 6 юли. Дублажът е на студио Медиа Линк. Ролите се озвучават от Десислава Знаменова, Петя Абаджиева, Виктор Танев, Иван Велчев и Даниел Цочев.
На 15 август 2016 г. започва повторно излъчване по bTV Lady и завършва на 15 септември. На 8 април 2017 г. започва ново повторение и завършва на 25 юни.
На 27 април 2020 г. започва повторно излъчване по TDC под името „Курт Сеит и Шура“, като епизодите са с продължителност 45 минути и завършва на 3 юли. На 10 август започва ново повторение. Дублажът е на студио Медиа Линк и е записан наново. Ролите се озвучават от Ани Василева, Христина Ибришимова, Вилма Карталска, Виктор Танев и Владимир Колев.